# Pablo Denn
San Pablo Denn (Lille,Francia,1 de abril de 1847,King Chean,China,9 de julio de 1900) Santo y Mártir jesuita en la China.
A la muerte de su padre tuvo que encargarse de su familia,entrando a trabajar a un banco a los 14 años.Ingresó a la Compañía de Jesús en Champagne, Francia, el 6 de julio de 1872. Partió para la China en 1880.
La rebelión de los Boxers lo atrapó,fue martirizado en compañía de San León Ignacio Mangin y 1370 católicos chinos en una capilla de King Chean.
Fue beatificado por Pío XII el 17 de abril de 1955.
Fue canonizado por Juan Pablo II el 1 de octubre de 2000.
Su fiesta es el 9 de julio.
- Datos: Q603239